# Бедеријана
Бедеријана (грч. Βεδερίανα, лат. Bederiana) је била рановизантијска тврђава, коју је у 6. веку обновио цар Јустинијан I (527-565). Према сведочењу историчара Прокопија, у близини Бедеријане налазило се царево родно село Таурисион (грч. Ταυρίσιον, лат. Taurisium — Таурисијум), а исти писац је тим поводом описао и Јустинијаново заснивање града Јустинијана Прима (грч. Ιουστινιανή Πρώτη, лат. Ivstiniana Prima / Justiniana Prima) у царевом родном завичају. Хроничар Јован Антиохијски (7. век) је поводом положаја Бедеријане указао на оближњи Наисус (данашњи Ниш у Србији), док је сам цар Јустинијан у својој XI новели из 535. године изричито нагласио да се Јустинијана Прима налазила у провинцији Медитеранској Дакији (лат. Dacia Mediterranea). На основу поменутих података, наука је утврдила да се Јустинијана Прима налазила на локалитету Царичин град код Лебана у Србији, док се тврђава Бедеријана налазила у истом крају, на неком од оближњих рановизантијских археолошких локалитета који леже на ширем простору између Лесковца, Прокупља и Ниша. Међу кандидатима за убикацију Бедеријане су локалитет Кулина код села Балајнац и локалитет Кале код села Злата, а даља археолошка истраживања ће показати који се од неколико оближњих локалитета може најпоузданије убицирати као античка Бедеријана.

## Остале претпоставке
Иако већина савремених истраживача сматра да се Бедеријана налазила у близини Царичиног града (Јустинијана Прима), у делу стручне јавности (првенствено у данашњој Северној Македонији) још увек су присутне и неке старије претпоставке, по којима се Бедеријана налазила на локалитету Дрма код села Бадар у близини Скопља. Такве претпоставке, које су биле засноване првенствено на сличности имена античке тврђаве Бедеријане и назива савременог села Бадар, нису опстале пошто су додатна истраживања показала да је поменуто село добило то име тек у време османске власти.